# 7 Prisioneiros
7 Prisioneiros è un film del 2021 diretto da Alexandre Moratto.
Il film, che è una denuncia contro il traffico di esseri umani e la schiavizzazione dei lavoratori in Brasile, è stato presentato il 6 settembre 2021 nella sezione "Orizzonti Extra" alla 78ª Mostra internazionale d'arte cinematografica di Venezia.

## Trama
Quattro ragazzi che vivono nelle campagne del Brasile rispondono alla richiesta di un lavoro a San Paolo e così dopo un lungo viaggio si trasferiscono all'interno di una discarica che funge da centro di smistamento di rifiuti.
Le condizioni e i ritmi del lavoro appaiono da subito lontani dall'idea di un impiego regolare, ma è quando i ragazzi provano a protestare o a ribellarsi, che il quadro diventa presto chiaro. Luca, il loro capo, si svela essere uno sfruttatore e un carceriere, pretendendo che i ragazzi lo ripaghino dell'anticipo dato alle loro famiglie nonché del vitto e dell'alloggio che viene loro offerto. Al naturale tentativo di reagire e di scappare viene risposto con la minaccia rivolta verso i loro familiari, cui saranno applicate ritorsioni nel caso non righeranno dritto.
Tra i quattro ragazzi però, Mateus, è non solo più istruito ma anche molto intelligente e giunge a trattare con Luca per la loro liberazione di lì a sei mesi, assicurando che sarà capace di applicare un metodo di lavoro più efficace di quello attuato fino a quel momento migliorando quindi la produttività.
Luca scorge in Mateus del talento e così, mano a mano, gli dà più spazio e fiducia, venendo ripagato dal ragazzo che, sapientemente, non cade in alcuni tranelli che gli sono posti solo come prove per testarne l'affidabilità.
Di fatto Mateus, in brevissimo, diventa il braccio destro di Luca, ricevendone benefici materiali diretti, mentre i suoi compagni restano in una condizione di schiavitù, cui per altro a sorvegliare è chiamato spesso lui stesso.
In un'occasione un compagno lo aggredisce. In seguito, un altro cerca nuovamente di fuggire, ed è proprio lui a riprenderlo usando la forza. Così, forse per la prima volta, Mateus prende coscienza di essere diventato quel carceriere, che in qualche modo lui si illudeva di stare ancora combattendo.
Luca, incaricato da Bianchi, suo vecchio amico nonché gestore di diverse imprese con numerosi lavoratori/schiavi, di coordinare la propria campagna elettorale, chiede a Mateus di seguirlo. Il ragazzo così decide di salutare definitivamente la discarica, conscio che i suoi amici cui si sono aggiunti dei lavoranti immigrati selezionati da lui stesso, non hanno alcuna speranza di lasciare presto quel posto. Nel congedarsi da un amico gli dona una sigaretta, ma questo la accende solo per poi bruciare il braccio di Mateus che non reagisce.
In auto con Luca, mentre si appresta ad affrontare il nuovo impegno, riguarda la bruciatura sul braccio, memoria indelebile di quello che è stato e di coloro che ha abbandonato.

## Produzione
A distanza di tre anni da Socrates, Moratto torna ad affrontare delicati temi sociali, sempre con la volontà di denunciare e scandalizzare, ma solo dopo aver fatto un lungo lavoro di ricerca e di indagine sul campo, in questo caso nell'ambito dello sfruttamento estremo dei lavoratori in Brasile, altrimenti chiamato "moderna schiavitù".
Christian Malheiros era stato protagonista anche nel precedente film di Moratto, Socrates.

## Distribuzione
Il film è stato distribuito internazionalmente l'11 novembre 2021 da Netflix.